# Christiane Soeder
Christiane Soeder (Remscheid, 15 de janeiro de 1975) é uma ciclista austríaca, natural da Alemanha. Terminou em quarto lugar nos Jogos Olímpicos de Verão de 2008 na prova de estrada individual feminina, com um tempo de 3h 32' 28.
Compete profissionalmente pela equipe Garmin–Cervélo.